# Шаслу-Лоба, Франсуа де
Граф, затем маркиз Франсуа де Ша(с)слу-Лоба (фр. François de Chasseloup-Laubat; 18 августа 1754, Сен-Сорнен, департамент Шаранта Приморская — 6 октября 1833, Париж) — французский военный инженер, генерал. Дед Гастона де Шаслу-Лоба.

## Биография
Службу начал в 7 августа 1770 года аспирантом королевского корпуса артиллерии, в возрасте 16 лет. 1 июня 1778 года произведен в суб-лейтенанты Королевской инженерной школы в Мезьере, 1 апреля 1791 года — в капитаны.
После революции отказался эмигрировать и продолжил службу в революционной армии. В 1792—1793 годах воевал в рядах армии Центра. Руководил инженерными работами при обороне Монмеди от прусских войск (1792). С 15 июня 1793 года командир инженерного батальона. В 1793—1794 годах воевал в составе Мозельской армии, затем в Самбро-Маасской, командовал инженерами при осаде Майнца.
С марта 1796 года — в Итальянской армии. С 11 июня 1796 года командующий инженерами Итальянской армии. Участвовал в сражениях при Милане, Мантуе, Лонато, Арколе, Риволи. 21 февраля 1797 года произведен в бригадные генералы. Был замечен и приближен Наполеоном и в дальнейшем постоянно пользовался его доверием. 12 ноября 1797 года отправлен Бонапартом с донесением в Париж.
С 23 февраля 1798 года директор фортификаций. 12 октября 1798 года вернулся на свой пост в Итальянскую армию. 18 сентября 1799 года введен в состав Комитета фортификаций, но уже через месяц в 3-й раз занял свой старый пост.
Одной из его главных работ было строительство укреплений в Алессандрии.
После прихода к власти Бонапарта сделал блестящую карьеру и 26 января 1800 года был назначен генерал-инспектором фортификаций. Считался одним из лучших инженеров Франции. С 7 июня 1800 года командующий инженерами Резервной, с 24 июня Итальянской армии. Принимал участие почти во всех сражениях Наполеона.
С 30 августа 1805 года командующий инженерами Итальянской армии маршала Массена.
22 сентября 1806 года Шасслу-Лоба был отозван в Великую армию, где Наполеон передал под его командование все инженерные части. Отличился в сражениях при Голымине и Прейсиш-Эйлау. Возглавлял осадные работы при осаде Кольберга, Данцига и Штральзунда.
С 1 апреля 1809 года снова командующий инженерами Итальянской армии.
В августе 1811 года вызван в Париж и в сентябре отправлен в Голландию для осмотра укреплений и их подготовки на случай английского вторжения.
С 27 января 1812 года командующий инженеров Великой армии. Участвовал в походе в Россию, отличился в сражении при Смоленске.
5 апреля 1813 года назначен сенатором, а через 9 дней инспектором фортификаций Итальянского королевства.
В 1814 году в числе других сенаторов голосовал за отречение Наполеона и после восстановления Бурбонов получил титул пэра Франции (4 июня 1814 года) и был награждён орденом Почётного легиона.
Во время «Ста дней» сохранил верность королю Людовику, отказавшись присоединиться к Наполеону, и при второй Реставрации возведен в достоинство маркиза (31 августа 1817 года).
Занимал почётные посты во французской армии, а с 1820 года был президентом Политехнической школы. Умер в 1833 году. Имя его было выгравировано на Триумфальной арке.

## Книги
- Correspondance d’un général français, etc. sur divers sujets Париж, 1801.